# منتخب مارتينيك لاتحاد الرغبي
منتخب مارتينيك لاتحاد الرغبي هو ممثل مارتينيك الرسمي في المنافسات الدولية في اتحاد الرغبي .